# Robert Gordon (historien écossais)
Pour les articles homonymes, voir Robert Gordon et Gordon.
Sir Robert Gordon, 1er baronnet, né le 15 mai 1580 à Dunrobin dans l'ancien comté de Sutherland, et mort en 1656 à Gordonstoun, dans le comté de Moray, est un historien et homme politique écossais.

## Biographie
Né au château de Dunrobin le 14 mai 1580, Robert Gordon est le cinquième enfant d'Alexander Gordon, 12e comte de Sutherland, et de Jean Gordon. En 1598, il est envoyé à l'université de St Andrews, où il reste six mois, puis termine ses études à Édimbourg. En janvier 1603, il se rend en France pour étudier le droit civil et y reste jusqu'en octobre 1605.

## Famille
Il épouse, en février 1612 ou 1613, Louisa Gordon, fille de John Gordon de Glenluce. Il reçoit par ce mariage le titre de Lord. Il a cinq fils et quatre filles, dont son fils aîné, Sir Ludovick Gordon (1614-1685) et une fille Katherine (1620-1663), mariée au colonel David Barclay (en).

## Ouvrages
Son beau-père Bishop Gordon avant sa mort en septembre 1619 a laissé à Gordon le devoir de publier ses ouvrages, en anglais et latin.

## Postérité
Surnommé le « mage de Gordonstoun », Robert Gordon aurait été l'une des inspirations de J. K. Rowling, auteure de la série Harry Potter, pour créer le personnage d'Albus Dumbledore.